# 41e bataillon de chasseurs à pied

## Création et différentes dénominations
2 août 1914: formation du 41e bataillon de chasseurs à pied, à Troyes, à partir du 1er BCP
Début 1919 : dissolution
1939 : recréation du 41e bataillon de chasseurs à pied, comme bataillon de réserve de série A[réf. nécessaire]
1940 : dissolution en même temps que l'armée d'armistice

## Drapeau du régiment
Comme tous les autres bataillons de chasseurs ou groupes de chasseurs, il ne dispose pas de son propre drapeau, comme tous les autres bataillons, ses faits d'armes sont portés sur le drapeau des chasseurs.

## Décorations
Le bataillon obtient la fourragère aux couleurs de la Croix de guerre 1914-1918 le 3 septembre 1918.

## Historique

### Première Guerre mondiale
- 13e corps d'armée d'août à septembre 1914
- 71e division d'infanterie de septembre 1914 à février 1915
- 41e division d'infanterie de février à novembre 1915
- 66e division d'infanterie de mars à novembre 1916
- 164e division d'infanterie de novembre 1916 à novembre 1918

#### 1914

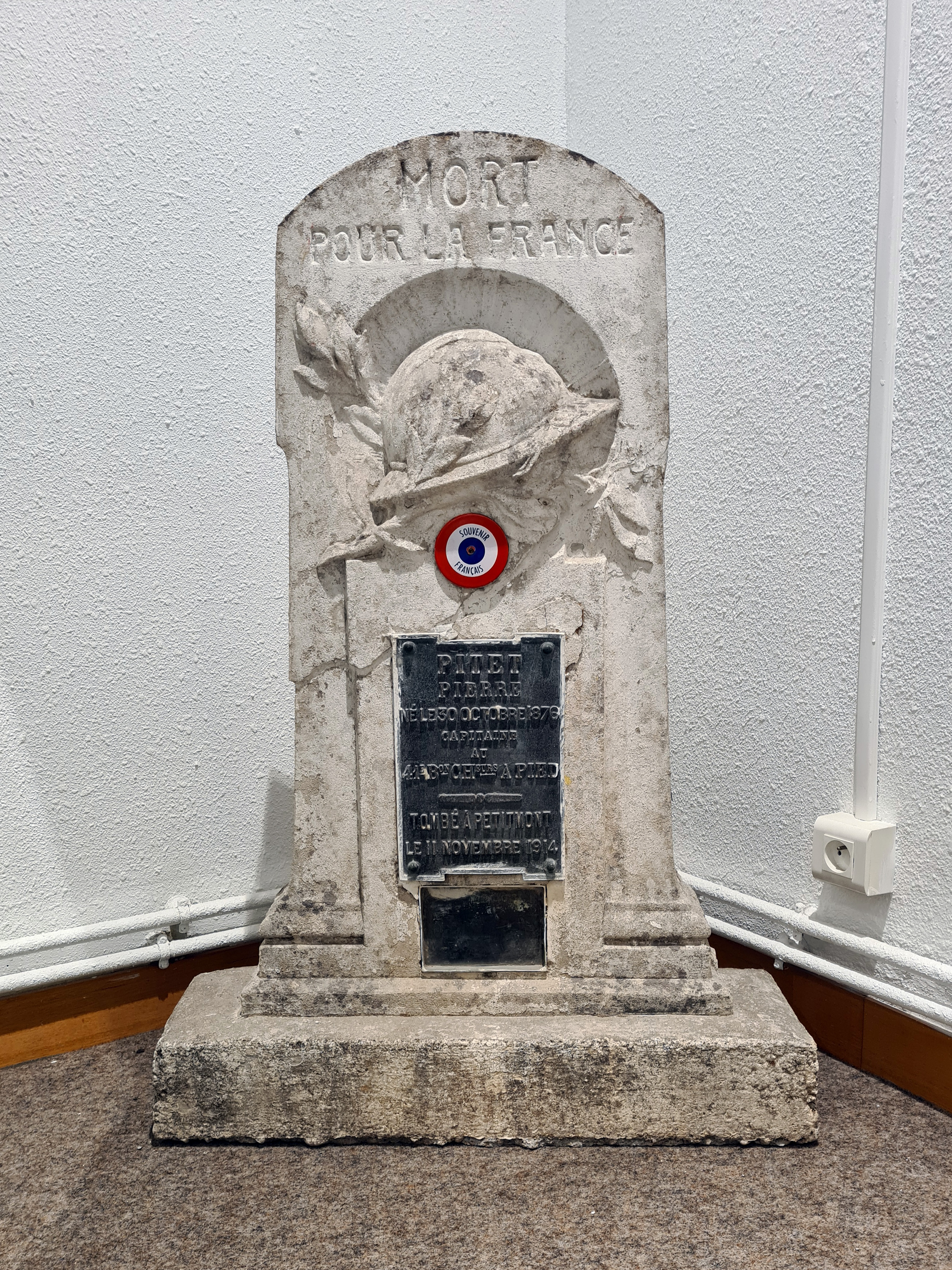
Stèle funéraire en souvenir de Pierre Pitet, capitaine du, tombé à Petitmont (Meurthe-et-Moselle) le 11 novembre 1914.

Victoires de Lorraine : La Mortagne  (mi- sept), Sarrebourg, Rambervillers.

#### 1915
Vosges : Col de la Chapelotte (février - mars), le Ban-de-Sapt, la Fontenelle (mars – mai), Le Rabodeau.

#### 1916
Alsace
Bataille de la Somme: Route Cléry-Maurepas, Cléry (juillet-sept.), Sailly - Saillisel (6 oct.)
Vosges

#### 1917
Verdun.
Le Chemin des Dames : Plateau des Casemates (22 mai), Monument d'Hurtebise, Creute du Dragon (25 juin), Plateau de Craonne (19-25 juillet), Bois le Chaume (6 novembre)

#### 1918
Nord-Ouest de Château-Thierry (29 mai - 4 juin)
Offensive de l'Aisne (18-28 juillet)
2e bataille de Belgique : Roulers, la Lys, l'Escaut (27 septembre - 11 novembre)

## Sources et bibliographie
- Historique du 41e bataillon de chasseurs à pied. 1914-1919, Wissembourg, R. Ackermann, 1921, 30 p., lire en ligne sur Gallica.